# Emma Koutková
Emma Koutková (18. srpna 1876 Dobruška – 20. ledna 1962 Hronov) byla česká a československá politička a senátorka Národního shromáždění ČSR za Československou sociálně demokratickou stranu dělnickou.

## Biografie
V parlamentních volbách v roce 1935 získala senátorské křeslo v Národním shromáždění. V senátu setrvala do jeho zrušení v roce 1939, přičemž krátce předtím ještě v prosinci 1938 přestoupila do nově vzniklé Národní strany práce.
Profesí byla poštovní úřednicí ve výslužbě v Hronově.